# Hasan Kacić
Hasan Kacić (Dubrovnik, 29. srpnja 1976.) je bivši hrvatski nogometaš.
Nogometnu karijeru započeo je u rodnom Dubrovniku, a nastavio u koprivničkom Slaven Belupu. Godine 2001. prelazi u belgijski Lierse u kojem se zadržao do 2006. Iduće godine potpisuje za Istru 1961, te je standardan član prve postave. U ljeto 2011. godine prelazi u NK GOŠK Dubrovnik gdje postaje jedan od glavnih igrača kluba.

## Vanjske poveznice
- Profil na službenoj stranici kluba  Arhivirana inačica izvorne stranice od 11. ožujka 2009. (Wayback Machine)
- HNL statistika